# Vávrovice
Vávrovice (německy Wawrowitz, polsky Wawrowice) jsou městská část statutárního města Opavy (okres Opava, Moravskoslezský kraj), tvořená třemi celými katastrálními územími Vávrovice o rozloze 5,07 km2, Držkovice (německy Dirschkowitz nebo od roku 1938 Dirschkenhof, polsky Dzierżkowice) o rozloze 1,59 km2 a Palhanec (německy Palhanetz, polsky Palhaniec) o rozloze 1,69 km2., jakož i urbanisticky splývající, malou částí katastrálního území Jaktař (jeden samostatný dům Vávrovická 20 a čtveřice dalších dvojdomků se zahrádkami rovněž ve Vávrovické ulici poblíž kaple v Palhanci) a nejsevernější částí katastrální území Předměstí, jíž je základní sídelní jednotka Karlovec. Stejnojmenná část obce zahrnuje, na rozdíl od městské části, pouze katastrální území Vávrovice, Držkovice a Palhanec.

## Další informace
Vesnice Vávrovice se nachází zhruba 5,5 km severozápadně od centra města Opavy, na pravém břehu řeky Opavy, jež v úrovni vesnice tvoří státní hranici s Polskem. Polský protějšek Vávrovic představuje ves Wiechowice (česky Vehovice). Vávrovicemi probíhá železniční trať Olomouc - Opava.
V katastru Palhance se nachází mlýn Herber, jehož historie sahá do roku 1362, kdy jeho tehdejší majitel, opavský kníže Mikuláš II. z rodu opavských Přemyslovců (vnuk Přemysla Otakara II.), věnoval mlýn své dceři, jeptišce kláštera sv. Kláry v Opavě. Dále se v katastru nachází také cukrovar, jehož produkce byla zahájena roku 1870. V listopadu 1998 získala cukrovar rakouská společnost Agrana.
V roce 2009 zde[kde?] bylo evidováno 281 adres. V roce 2001 zde[kde?] trvale žilo 965 obyvatel.

## Historie
V době ledové byly Vávrovice pokryté ledovcem. Většina území stávající městské části náležela původně k Opavskému knížectví, avšak část Jaktař (spolu s jižním okrajem moderního k. ú. Vávrovice, jenž taktéž původně náležel k Jaktaři) byla součástí tzv. Moravských enkláv a volila poslance do Moravského zemského sněmu.  
Roku 2014 se ve Vávrovicích na místě budoucí továrny firmy Opavia našlo sídliště kultury nálevkovitých pohárů a 50 kostrových hrobů z různých časových období.
V roce 1958 byl v Palhanci nalezen největší bludný balvan okresu Opava - bludný balvan v Opavě.